# Xylopia sericophylla
Xylopia sericophylla är en kirimojaväxtart som beskrevs av Paul Carpenter Standley och Louis Otho Otto Williams. Xylopia sericophylla ingår i släktet Xylopia och familjen kirimojaväxter. Inga underarter finns listade i Catalogue of Life.